# 1. travnja
1. travnja (1. 4.) 91. je dan godine po gregorijanskom kalendaru (92. u prijestupnoj godini).
Do kraja godine imaju još 274 dana.

## Događaji
- 286. – Car Dioklecijan je uzdigao svog vojskovođu Maksimijana u svog suvladara s titulom Augustus i dao mu kontrolu nad zapadnim dijelom Rimskog Carstva.
- 457. – Rimska vojska je izabrala Majorijana za zapadnorimskog cara.
- 527. – Bizantski car Justin I. proglašava svog savjetnika i sestrića Justinijana I za nasljednika.
- 1527. – Gezi su zauzeli Bril od Španjolaca i stekli prvo uporište na kopnu u Osamdesetogodišnjem ratu.
- 1605. – Alesandro Otavijano de Mediči postaje papa Lav XI.
- 1625. – Udružena španjolska i portugalska flota je započela ponovno osvajanje Bahie od Nizozemaca u Nizozemsko-portugalskom ratu.
- 1810. – ukida se tjednik "Il Regio Dalmata - Kraglski Dalmatin" - prve novine na hrvatskome jeziku.
- 1814. – U Londonu instalirane prve lampe plinskog uličnog osvjetljenja.
- 1924. – Adolf Hitler osuđen na pet godina zatvora zbog pokušaja puča
- 1939. – Španjolski građanski rat okončan pobjedom Francovih nacionalista.
- 1942. – Prvi oružani sukob ovdašnjih četnika i partizana, od kojih su većina bili dalmatinski. Hrvatske su partizane vodili Vicko Krstulović i Vice Buljan, (na pravoslavni Veliki četvrtak) u Marinkovcima, 10 km od Bosanskog Grahova prema Livnu.[1]
- 1946. – Odigran prvi vječni derbi između Hajduka i Dinama.
- 1979. – Ruholah Homeini proglasio Iran Islamskom republikom
- 1991. – Samoproglašena vlada pobunjenih hrvatskih Srba na čelu s Milanom Babićem proglasila odvajanje od Hrvatske i priključivanje Srbiji.
- 2001. – Slobodan Milošević, bivši predsjednik SR Jugoslavije, predao se snagama specijalne policije, kako bi mu se sudilo za ratne zločine na prostorima bivše Jugoslavije.
- 2001. – U Nizozemskoj sklopljen prvi zakonski istospolni brak.
- 2002. – Nizozemska postala prva zemlja na svijetu koja je legalizirala eutanaziju.
- 2007. – Hrvatska vaterpolska reprezentacija osvojila je zlatnu medalju na Svjetskom prvenstvu.
- 2009. – Hrvatska i Albanija ulaze u NATO.

| - 1815. – Otto von Bismarck, njemački držvanik i političar († 1898.) - 1824. – Josip Torbar, hrvatski znanstvenik († 1900.) - 1868. – Emilij Laszowski, hrvatski povjesničar, arhivist, kulturni i javni djelatnik († 1949.) - 1873. – Melko Čingrija, hrvatski političar († 1949.) - 1873. – Sergej Rahmanjinov, ruski skladatelj († 1943.) - 1875. – Edgar Wallace, britanski pisac († 1932.) - 1908. – Abraham Maslow, američki psiholog († 1970.) - 1917. – Stanko Banić, hrvatski katolički svećenik († 2004.) - 1923. – Miljenko Grgić, hrvatski vinar - 1924. – Miodrag Petrović Čkalja, srpski glumac († 2003.) - 1929. – Milan Kundera, češko-francuski književnik († 2023.) - 1940. – Wangari Maathai, kenijska aktivistica - 1953. – Barry Sonnenfeld, američki filmski producent i redatelj - 1959. – Margita "Magi" Stefanović, srbijanska rock-glazbenica, klavijaturistica EKV-a († 2002.) - 1976. – Gábor Király, mađarski nogometni vratar - 1979. – Ivano Balić, hrvatski rukometaš - 1979. – Darko Miladin, hrvatski nogometaš - 1986. – Kid Ink, američki reper, pjevač, tekstopisac i glazbeni producent - 1986. – Ireen Wüst, nizozemska brzoklizačica - 1988. – Sandra Afrika, srpska turbofolk pjevačica | - 304. – Marcelin, papa - 1085. – Shenzong od Sunga, kinexski car (* 1048.) - 1917. – Scott Joplin, američki skladatelj (* 1867.) - 1922. – Karlo Austrijski, posljednji austrijski car i ugarsko-hrvatski kralj (* 1887.) - 1922. – Hermann Rorschach, švicarski psihijatar (* 1884.) - 1947. – Đuro II., grčki kralj (* 1890.) - 1952. – Ferenc Molnár, mađarski dramatičar i pisac (* 1878.) - 1962. – Michel de Ghelderode, belgijski književnik (* 1898.) - 1968. – Lev Davidovič Landau, ruski fizičar i nobelovac (* 1908.) - 1976. – Max Ernst, njemački kipar i slikar (* 1891.) - 1982. – Ivo Lendić, hrvatski emigrantski književnik (* 1908.) - 1984. – Marvin Gaye, američki glazbenik (* 1939.) - 1994. – Léon Degrelle, belgijski odvjetnik (* 1906.) - 1996. – Slavko Löwy, hrvatski arhitekt (* 1904.) - 1999. – Mirko Jirsak, hrvatski književnik (* 1909.) - 2002. – Veljko Atanacković, hrvatski pedagog (* 1920.) - 2002. – Simo Häyhä, finski vojnik (* 1905.) - 2010. – John Forsythe, američki glumac (* 1918.) - 2014. – Jacques Le Goff, francuski povjesničar (* 1924.) - 2015. – Zdravko Kovačić, hrvatski vaterpolist (* 1925.) |

## Blagdani i spomendani
- Prvotravanjska šala

## Imendani
- Hugo
- Teodora
- Anastazije